# (9861) Jahreiss
(9861) Jahreiss est un astéroïde de la ceinture principale.

## Description
(9861) Jahreiss est un astéroïde de la ceinture principale. Il fut découvert le 9 septembre 1991 à Tautenburg par Lutz Dieter Schmadel et Freimut Börngen. Il présente une orbite caractérisée par un demi-grand axe de 2,23 UA, une excentricité de 0,14 et une inclinaison de 2,9° par rapport à l'écliptique.

## Compléments